# Patrimoni dell'umanità della Grecia
I patrimoni dell'umanità della Grecia sono i siti dichiarati dall'UNESCO come patrimonio dell'umanità in Grecia, la quale è divenuta parte contraente della Convenzione sul patrimonio dell'umanità il 17 luglio 1981.
Al 2025 i siti iscritti nella Lista dei patrimoni dell'umanità sono venti, mentre dodici sono le candidature per nuove iscrizioni. Il primo sito fu iscritto nella lista nel 1986, durante la decima sessione del comitato del patrimonio mondiale: il Tempio di Apollo Epicurio a Bassae. Altri due siti furono aggiunti nel 1987, cinque nel 1988, due nel 1989, due nel 1990, uno nel 1992 e nel 1996, due nel 1999, uno nel 2007, uno nel 2016, uno nel 2023 e uno nel 2015. Diciotto siti sono considerati culturali, secondo i criteri di selezione, e due misti.

## Siti del Patrimonio mondiale
| Foto | Sito | Luogo                                           | Tipo                                | Anno | Descrizione |
| ---- | --- | ----------------------------------------------- | ----------------------------------- | ---- | --- |
|      | Tempio di Apollo Epicurio a Bassae                                                                                  | Figaleia                                        | Culturale (392; i, ii, iii)         | 1986 | Questo famoso tempio dedicato al dio della guarigione e del sole fu costruito verso la metà del V secolo a.C. nelle altezze solitarie delle montagne dell'Arcadia. Il tempio, che ha il più antico capitello corinzio mai ritrovato, combina lo stile arcaico e la serenità dello stile dorico con alcuni arditi elementi architettonici. |
|      | Sito archeologico di Delfi                                                                                          | Delfi                                           | Culturale (393; i, ii, iii, iv, vi) | 1987 | Il santuario panellenico di Delfi, sede dell'oracolo del dio Apollo, era il centro spirituale della Grecia Antica (in particolare l'Omphalos era considerato il centro del mondo). Fondendosi armoniosamente con il paesaggio superbo e carico di significato sacro delle pendici del monte Parnaso, Delfi nel VI secolo a.C. era il centro religioso e simbolo di unità del mondo greco antico. |
|      | Acropoli di Atene                                                                                                   | Atene                                           | Culturale (404; i, ii, iii, iv, vi) | 1987 | L'Acropoli di Atene e i suoi monumenti sono simboli universali dello spirito e della civiltà classica e costituiscono il più grande complesso architettonico e artistico lasciato in eredità dall'antichità greca al mondo. Nella seconda metà del V secolo a.C. Atene, in seguito alla vittoria contro i Persiani e all'instaurazione della democrazia, assunse una posizione preminente tra le altre città-stato del mondo antico. Nell'età successiva, mentre fiorivano il pensiero e l'arte, un eccezionale gruppo di artisti mise in atto gli ambiziosi progetti dello statista ateniese Pericle e, sotto la guida ispirata dello scultore Fidia, trasformò la collina rocciosa in un singolare monumento del pensiero e della arti. I monumenti più importanti furono costruiti in quel periodo: il Partenone, costruito da Ictino, l'Eretteo, i Propilei, l'ingresso monumentale dell'Acropoli progettato da Mnesicle, e il tempietto di Atena Nike. |
|      | Monte Athos | Monte Athos                                     | Misto (454; i, ii, iv, v, vi, vii)  | 1988 | Centro spirituale ortodosso sin dal 1054, il Monte Athos ha goduto di uno statuto di autonomia fin dai tempi dell'Impero bizantino. La "Montagna Santa", l'accesso alla quale è proibito a donne e bambini, è anche un riconosciuto sito artistico. La forma dei suoi monasteri (una ventina dei quali oggi abitati da circa 1400 monaci) ha un'influenza che si estende fino alla Russia e la sua scuola di pittura ha segnato profondamente la storia dell'arte ortodossa. |
|      | Meteora | Kalambaka                                       | Misto (455; i, ii, iv, v, vii)      | 1988 | In una regione di falesie di arenaria quasi inaccessibili, monaci ortodossi si sono insediati su queste "colonne del cielo" a partire dall'XI secolo. Ventiquattro di questi monasteri erano stati costruiti, nonostante le incredibili difficoltà, al tempo della grande rinascita dell'ideale eremitico nel XV secolo. I loro affreschi del XVI secolo segnano una fase essenziale dello sviluppo della pittura post-bizantina. |
|      | Monumenti paleocristiani e bizantini di Salonicco                                                                   | Salonicco                                       | Culturale (456; i, ii, iv)          | 1988 | Fondata nel 315 a.C., la capitale provinciale e città portuale di Tessalonica fu una delle prime basi di diffusione del Cristianesimo. Tra i suoi monumenti cristiani ci sono belle chiese che presentano sia la pianta a croce greca sia la struttura di basilica a tre navate. Costruite tra il IV e il XV secolo, costituiscono una serie tipologica diacronica che ha influenzato l'architettura dell'Impero bizantino. I mosaici della Rotonda, della Chiesa di San Demetrio e di San Davide sono tra i capolavori dell'arte paleocristiana. |
|      | Santuario di Asclepio presso Epidauro                                                                               | Epidauro                                        | Culturale (491; i, ii, iii, iv, vi) | 1988 | In una piccola valle del Peloponneso, il santuario di Asclepio, dio della medicina, si sviluppò da un precedente sito di culto di Apollo al più tardi nel VI secolo a.C., divenendo il luogo di culto ufficiale della polis di Epidauro. I suoi monumenti principali, in particolare il Tempio di Asclepio, il Tholos e il Teatro - considerato uno dei capolavori dell'architettura greca - risalgono al IV secolo a.C. Il vasto sito, coi suoi templi e l'edificio ospedaliero dedicato agli dei guaritori, offrono un prezioso sguardo sui culti di guarigione delle epoche greca e romana. |
|      | Città medievale di Rodi                                                                                             | Rodi                                            | Culturale (493; ii, iv, v)          | 1988 | L'ordine di San Giovanni di Gerusalemme occupò Rodi dal 1309 al 1523 e trasformò la città in una roccaforte. Successivamente lo stato monastico cadde sotto il controllo dei Turchi e degli Italiani. Con il Palazzo dei Gran Maestri, l'Ospedale e la Via dei cavalieri, la Città Alta è uno dei migliori complessi urbani del periodo gotico. Nella Città Bassa l'architettura gotica coesiste con moschee, bagni pubblici e altri edifici del periodo ottomano. |
|      | Sito archeologico di Mistra                                                                                         | Mistra                                          | Culturale (511; ii, iii, iv)        | 1989 | Nota come "la meraviglia della Morea", Mistra fu costruita in forma di anfiteatro attorno alla fortezza eretta nel 1249 dal principe d'Acaia Guglielmo II di Villehardouin. Riconquistata dai Bizantini, poi occupata dai Turchi e dai Veneziani, la città fu abbandonata nel 1832, lasciando soltanto le rovine medievali mozzafiato, immerse in un paesaggio spettacolare. |
|      | Sito archeologico di Olimpia                                                                                        | Archea Olympia                                  | Culturale (517; i, ii, iii, iv, vi) | 1989 | Il sito di Olimpia, in una valle del Peloponneso, è stato abitato fin dalla Preistoria. Nel X secolo a.C. divenne il centro del culto di Zeus. L'Altis - recinto sacro agli dei - presenta una delle massime concentrazioni di capolavori dell'antica Grecia. Oltre ai templi si trovano anche i resti di tutte le strutture sportive erette per i Giochi olimpici, che si tennero ad Olimpia ogni quattro anni a partire dal 776 a.C.. |
|      | Delo | Delo                                            | Culturale (530; ii, iii, iv, vi)    | 1990 | Secondo la mitologia greca, Apollo nacque su questa piccola isola dell'arcipelago delle Cicladi. Il santuario di Apollo attraeva pellegrini da tutta la Grecia e Delo divenne un prospero porto commerciale. L'isola conserva tracce delle civiltà del mondo Egeo dal III millennio a.C. all'età paleocristiana. Il sito archeologico è straordinariamente esteso e ricco e offre l'immagine di un grande porto cosmopolita del Mediterraneo. |
|      | Monasteri di Daphni, Ossios Loukas e Nea Moni di Chio                                                               | Chaidari, Chio, Distomo                         | Culturale (537; i, iv)              | 1990 | Benché geograficamente distanti l'uno dall'altro, questi tre monasteri appartengono alla stessa serie tipologica e condividono le medesime caratteristiche estetiche. Le chiese sono costruite secondo una pianta centrale con un'ampia cupola sostenuta da pilastri che definiscono uno spazio ottagonale. Nei secoli XI e XII furono decorate con superbe opere di marmo e mosaici a fondo oro, tutte caratteristiche della "seconda età dell'oro" dell'arte bizantina. |
|      | Pythagoreion e Heraion di Samo                                                                                      | Samo                                            | Culturale (595; ii, iii)            | 1992 | Molte civiltà hanno abitato la piccola isola del mar Egeo, vicina all'Asia Minore, fin dal III millennio a.C. Di queste si possono ancora ammirare i resti del Pythagoreion, un antico porto fortificato con monumenti greci e romani e uno spettacolare tunnel-acquedotto, e l'Heraion, tempio dedicato ad Era Samia. |
|      | Sito archeologico di Ege (oggi chiamata Verghina)                                                                   | Veria                                           | Culturale (780; i, iii)             | 1996 | La città di Ege (Aigai), l'antica prima capitale del Regno di Macedonia, fu scoperta nel XIX secolo vicino all'abitato di Verghina. I resti più importanti sono il palazzo monumentale, abbondantemente decorato con mosaici e stucchi dipinti, e la necropoli con oltre 300 tumuli, alcuni dei quali risalgono all'XI secolo a.C. Una delle tombe reali nel Grande Tumulo è identificata come quella di Filippo II di Macedonia, che conquistò le città greche, aprendo la strada a suo figlio Alessandro e all'espansione del mondo ellenistico. |
|      | Siti archeologici di Micene e Tirinto                                                                               | Micene, Nauplia                                 | Culturale (941; i, ii, iii, iv, vi) | 1999 | Questi due siti archeologici sono le imponenti rovine delle due principali città della civiltà micenea, che dominò il Mediterraneo orientale dal XV al XII secolo a.C. e giocò un ruolo fondamentale per lo sviluppo della cultura greca classica. Queste due città sono indissolubilmente legate ai poemi epici omerici, l'Iliade e l'Odissea, che hanno influenzato l'arte e la letteratura europea per i successivi tre millenni. |
|      | Centro storico (Chorá) con il Monastero di San Giovanni il teologo e la Caverna dell'Apocalisse sull'isola di Patmo | Patmo                                           | Culturale (942; iii, iv, vi)        | 1999 | La piccola isola di Patmo, nel Dodecaneso è ritenuta il luogo in cui San Giovanni apostolo scrisse sia il suo vangelo sia l'Apocalisse. Un monastero dedicato al "discepolo amato" vi fu fondato nel tardo X secolo e divenne da allora un luogo di pellegrinaggio e studio della Chiesa ortodossa greca. Il complesso monastico domina l'isola e l'antico insediamento di Chorá, che contiene numerosi edifici religiosi e profani. |
|      | Città vecchia di Corfù                                                                                              | Corfù                                           | Culturale (978; iv)                 | 2007 | La città vecchia di Corfù, sull'isola omonima, è situata in una posizione strategica all'ingresso del mare Adriatico e ha le sue radici nell'VIII secolo a.C. I tre forti della città, realizzati su progetto di eccellenti ingegneri veneziani, furono usati per quattro secoli per difendere gli interessi commerciali marittimi della Repubblica di Venezia contro l'Impero ottomano. Il patrimonio abitativo prevalentemente neoclassico della città vecchia è in parte di epoca veneziana e in parte successivo, in particolare del XIX secolo, durante il breve protettorato britannico. |
|      | Sito archeologico di Filippi                                                                                        | Filippoi                                        | Culturale (1517; iii, iv)           | 2016 | I resti della città murata giacciono ai piedi di un'acropoli, lungo l'antico tracciato della Via Egnatia. Fondata nel 356 a.C. da Filippo II di Macedonia, la città si espanse sotto il dominio dell'Impero romano, dopo la battaglia di Filippi del 42 a.C. La vivace città ellenistica di Filippo II, di cui restano le mura e le porte, il teatro e l'heroon funerario, fu arricchita di edifici pubblici romani come il Foro e la monumentale terrazza dei templi sul suo lato settentrionale. Successivamente la città divenne un centro della fede cristiana, a seguito della visita dell'apostolo Paolo nel 49-50. I resti delle sue basiliche costituiscono un'eccezionale testimonianza dei primi insediamenti della Cristianità. |
|      | Paesaggio culturale di Zagori                                                                                       | Zagori                                          | Culturale (1695; v)                 | 2023 | Situati in un remoto paesaggio rurale nella Grecia nordoccidentale, piccoli villaggi di pietra conosciuti come Zagorochoria si estendono lungo le pendici occidentali della parte settentrionale della catena montuosa del Pindo. Questi villaggi tradizionali, tipicamente organizzati attorno a una piazza centrale contenente un platano e circondati da foreste sacre gestite dalle comunità locali, mostrano un'architettura tradizionale adattata alla topografia montana. Una rete di ponti ad arco in pietra, sentieri acciottolati e scale in pietra che collegavano i villaggi formavano un sistema che fungeva da unità politica e sociale che collegava le comunità del bacino del fiume Voïdomatis. |
|      | Centri palaziali minoici                                                                                            | Anogeia, Candia, Festo, Itanos, La Canea, Malia | Culturale (1733; ii, iii, iv, vi)   | 2025 | Questo sito seriale comprende sei siti archeologici a Creta risalenti al periodo compreso tra il 1900 e il 1100 a.C. Questi siti rappresentano la civiltà minoica, una delle principali culture preistoriche del Mediterraneo. I centri palaziali fungevano da centri amministrativi, economici e religiosi, con un'architettura avanzata, un'urbanistica all'avanguardia e affreschi di grande impatto. Rivelano antichi sistemi di scrittura, reti marittime e scambi culturali. Il sito evidenzia la complessità della struttura sociale dei Minoici e la loro duratura influenza sulla storia del Mediterraneo. |

## Siti candidati
| Foto | Sito | Luogo | Tipo                                    | Anno       | Descrizione |
| ---- | --- | --- | --------------------------------------- | ---------- | --- |
|      | Fortificazioni con bastioni tardo-medievali in Grecia                                                    | Candia, Corfù, Corone, La Canea, Mitilene, Modone, Nauplia, Rodi, Zante                                                    | Culturale (5855; ii, iv, v)             | 16/01/2014 | Si tratta di un gruppo di nove fortificazioni costruite prima dell'avvento della polvere da sparo, posizionate strategicamente presso importanti porti d'interscambio lungo le rotte commerciali del Mediterraneo orientale. In particolare si trovano in aree cadute sotto il dominio latino o veneziano, dove già esistevano fortezze bizantine, che però furono notevolmente sviluppate durante le diverse fasi della presenza occidentale. Le fortezze candidate sono: fortezza di Modone, fortezza di Corone, il complesso di fortificazioni di Acronauplia, Palamidi e Bourtzi, le fortezze di Corfù, la fortezza di Zante, le mura di Candia, quelle di La Canea, le Fortificazioni di Rodi e la fortezza di Mitilene. |
|      | Parco nazionale di Dadia-Lefkimi-Soufli                                                                  | Soufli | Naturale (5856; x)                      | 16/01/2014 | È un parco nazionale situato nell'estremità sud-orientale dei Monti Rodopi nei pressi del villaggio di Dadia, nella regione della Macedonia Orientale e Tracia. Il parco nazionale è una delle aree protette più importanti a livello internazionale per la coesistenza di una grande quantità di specie di flora e fauna. Il mosaico paesaggistico costituito da boschi di pini e querce, interrotto da radure, pascoli e campi, è l'habitat ideale per gli uccelli rapaci. Il Parco Nazionale ospita tre delle quattro specie di avvoltoi europei: avvoltoio monaco, grifone e capovaccaio. |
|      | Antica Laurio                                                                                            | Lavreotiki | Culturale (5857; ii, iv)                | 16/01/2014 | La città di Laurion fu famosa nell'antichità classica per le sue miniere d'argento (le miniere del Laurio), che, riscoperte agli inizi del V secolo a. C., diventarono una delle principali fonti di ricavi dello stato ateniese e costituirono la base per l'instaurazione dell'egemonia ateniese sul Mar Egeo. L'argento metallico era usato soprattutto per il conio delle monete. Tali miniere erano altresì famose per il misero trattamento a cui venivano sottoposti gli schiavi che vi lavoravano. Il porto del Laurio era molto meno importante del vicino Pireo. |
|      | Foresta pietrificata di Lesbo                                                                            | Lesbo | Misto (5858; vi, vii, viii, x)          | 16/01/2014 | Si tratta dei resti fossili dell'ecosistema che esisteva nella regione egea nel Miocene. La foresta consiste in centinaia di tronchi fossilizzati, alcuni eretti altri abbattuti, sia di conifere che di latifoglie, sparsi su un'area di 15.000 ettari su strati di rocce vulcaniche. |
|      | Sito archeologico dell'antica Messene                                                                    | Messene | Culturale (5859; i, iii, vi)            | 16/01/2014 | Nell'antichità fu una città-stato dorica fondata da Epaminonda nel 369 a.C., dopo la battaglia di Leuttra e la prima invasione tebana del Peloponneso. La città antica si ergeva in una posizione equidistante tra il mare, il fiume Neda e la catena montuosa del Taigeto. Della città antica rimangono resti del teatro di età ellenistica, dello stadio, del tempio dedicato ad Artemide Limnatis e delle mura fortificate; queste ultime rappresentano uno degli esempi meglio riusciti dell'edilizia militare greca. Costruite nel IV secolo a.C. si caratterizzano per la presenza di torri arricchite di feritoie e di quattro porte, tra cui la monumentale Porta d'Arcadia. Da rilevare la presenza di un complesso monumentale, costituito da una corte centrale, da un doppio colonnato, un tempio dorico, un grande altare ed ambienti per riunioni. |
|      | Sito archeologico di Nicopoli                                                                            | Prevesa | Culturale (5861; ii, iv, vi)            | 16/01/2014 | Nicopoli era una città dell'antico Epiro, sul promontorio settentrionale del golfo di Ambracia. Venne fondata nel 31 a.C. da Augusto, dopo la vittoria riportata ad Azio su Marco Antonio e Cleopatra, e dal 28 a.C. divenne sede delle solenni feste aziache, celebrate ogni cinque anni nell'anniversario della battaglia. La città era divisa in due quartieri: nella parte superiore sorgeva il tempio di Apollo dove, secondo la tradizione, Augusto si accampò prima della battaglia di Azio. |
|      | L'ampia regione del monte Olimpo                                                                         | Larissa (unità periferica), Pieria (unità periferica)                                                                      | Misto (5862; vi, viii, ix, x)           | 16/01/2014 | Il Monte Olimpo è, con i suoi 2 917 m, la montagna più alta della Grecia. È situato nella parte settentrionale del paese, tra la Tessaglia e la Macedonia, non lontano dal mar Egeo. Nel 1938 è diventato sede del Parco Nazionale del Monte Olimpo. Nella mitologia greca, la vetta del monte (perennemente circondata da nubi bianche) era considerata la casa degli dei olimpi – ed era dunque ritenuto impossibile raggiungerla senza il permesso degli dei stessi. |
|      | L'area dei Laghi di Prespa: il Grande e Piccolo Prespa, che include monumenti Bizantini e post-Bizantini | Prespes | Misto (5864; ii, iv, vii, ix, x)        | 16/01/2014 | Prespa è il nome di due laghi (Grande e Piccolo) di origine tettonica che si trovano tra Grecia, Macedonia del Nord e Albania. La fauna di questi laghi è particolarmente interessante per quanto riguarda gli uccelli palustri. Il Lago Piccolo di Prespa vanta la popolazione nidificante più grande al mondo di pellicano riccio (600 coppie circa) e la popolazione nidificante più grande in Europa di marangone minore (500 coppie circa), oltre a numerose altre specie rare, tra cui l'oca lombardella minore. I laghi, con tutta la zona circostante, poco popolata e ricca di specie rare e di endemismi, sono protetti in varie forme. In Grecia, in particolare, fin dal 1974 fu istituito un parco nazionale intorno al Lago Piccolo di Prespa. Recentemente ha preso il via la creazione di un parco transfrontaliero tra i tre stati interessati. In passato, l'importanza sociale ed economica della regione era maggiore di quanto sia oggi; ad esempio, è pervenuta ai giorni nostri una serie di testimonianze artistiche del Medioevo. |
|      | Parco nazionale delle Gole di Samariá                                                                    | Sfakia | Naturale (5865; vii, viii, ix, x)       | 16/01/2014 | Le gole di Samariá costituiscono un canyon lungo 16 km situato sul versante occidentale dei monti Lefka ed inciso profondamente dall'omonimo torrente, nell'isola di Creta. Si tratta probabilmente del più lungo canyon d'Europa dopo le gole del Verdon, in Francia. Si trova al centro di un parco nazionale con due ingressi: uno alla foce del torrente Samarià raggiungibile dal vicino villaggio di Aghia Roumeli. L'altro con il nome di Xyloskala (letteralmente "la scala di legno") è in prossimità delle sue sorgenti, vicino al villaggio Omalos a 1250 m di altitudine, collegato a La Canea da una carrozzabile di 23 km. Il parco nazionale delle gole di Samariá è uno degli ultimi luoghi in cui sopravvive la capra kri-kri. |
|      | Fortezza di Spinalonga                                                                                   | San Nicolò | Culturale (5866; i, ii, iv, vi)         | 16/01/2014 | Spinalonga è una piccola isola fortificata situata di fronte alle coste di Creta. L'isola fu di grande importanza militare ai tempi della Repubblica di Venezia e conserva imponenti vestigia dell'epoca. Il forte di Spinalonga è situato in posizione strategica all'imbocco del golfo di Mirabello ed occupa in realtà l'isolotto di Kalidon, mentre Spinalonga in senso proprio è la penisola vicina, di dimensioni maggiori. Dal punto di vista storico, per Spinalonga si è però sempre intesa l'isola-fortezza. |
|      | Antiche torri del mar Egeo                                                                               | Amorgo, Andro, Castelrosso, Ceo, Icaria, Nasso e Piccole Cicladi, Ro, Serifo, Sifanto, Strongili                           | Culturale (5867; iii, iv)               | 16/01/2014 | Le numerose torri antiche sparse nelle isole del mar Egeo costituiscono un particolare tipo di edifici antichi con vari usi. La maggior parte delle torri sono datate tra la metà del IV secolo a.C. e il primo quarto del III. Nonostante il loro numero e distanza, esse presentano caratteristiche architetturali comuni, come la pianta circolare, quadrata o rettangolare e la loro robusta costruzione in pietra locale. La candidatura comprende 10 torri: Torre Cheimarros a Nasso, Torre di San Pietro ad Andro, Torre della Santa Trinità ad Arkesini, Torre Bianca a Sifanto, Torre Bianca a Serifo, Torre di Santa Marina a Ceo, Torre Drakanou a Icaria, Torre di Castelrosso, Torre di Ro e Torre di Stongili. |
|      | Teatri greci antichi                                                                                     | Akrotiri, Argo, Atene, Delfi, Delo, Dodona, Epidauro, Eretria, Larissa, Lindo, Maronia, Megalopoli, Milo, Oiniades, Oropos | Culturale (5869; i, ii, iii, iv, v, vi) | 16/01/2014 | I teatri erano un elemento indispensabile delle antiche città greche e costituiscono una delle massime realizzazioni della civiltà classica. In genere erano costruiti sul fianco di una collina, per sfruttarne il pendio naturale. Alla base c'era un ampio terreno circolare detto orchestra, da cui si dipartivano su un lato i sedili per gli spettatori, che avevano dunque una visuale dall'alto. Sul lato opposto dell'orchestra c'era la scenografia, con un'entrata al centro di essa; vi erano poi due ulteriori entrate dette parodoi (o eisodoi), due corridoi coperti posti tra le gradinate del pubblico e la scenografia, utilizzati da attori e coro per le entrate e le uscite. La candidatura comprende quindici complessi teatrali: Teatro di Dioniso ad Atene, Teatro di Oropo, Teatro di Epidauro, Teatro di Megalopoli, Teatro di Argo, Teatro di Delfi, Teatro di Eretria, Teatro di Larissa, Teatro di Delo, Teatro di Milo, Teatro di Lindo, Teatro di Oiniades, Teatro di Dodona, Teatro di Aptera, Teatro di Maronea.          |